# ميل باتون
ميل باتون (بالإنجليزية: Mel Patton)‏ هو عداء سريع أمريكي، ولد في 16 نوفمبر 1924 في لوس أنجلوس في الولايات المتحدة، وتوفي في 9 مايو 2014 في فالبروك في الولايات المتحدة بسبب السكري.

## وصلات خارجية
- ميل باتون على موقع الاتحاد الأمريكي لسباقات المضمار والميدان، قاعة المشاهير (الإنجليزية)
- ميل باتون على موقع اللجنة الأولمبية الدولية (الإنجليزية)
- ميل باتون على موقع أوليمبيديا (الإنجليزية)